# Гейзер

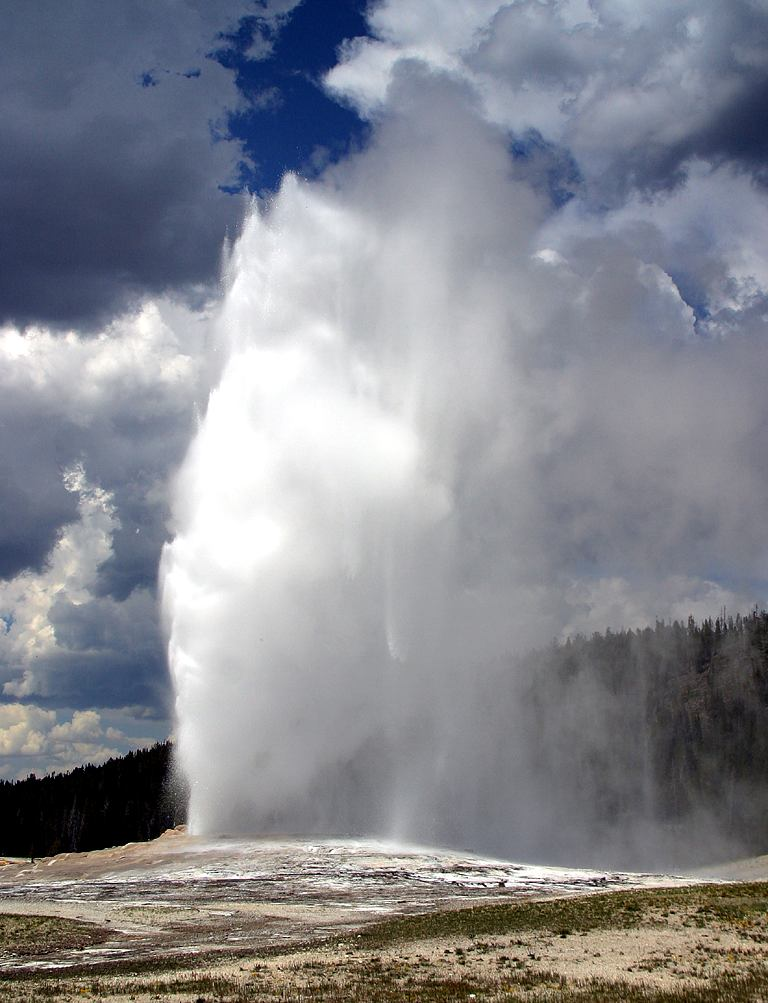
Гейзер Старий Служака, США.

Ге́йзер — джерело, що періодично фонтанує гарячою водою та парою і є одним із проявів пізніх стадій вулканізму. Гейзери часом називають водяними вулканами.

## Етимологія
Термін Geysir (Гейзер) був запозичений у 19 столітті з ісландського Ґейсір (ісл. Geysir) або Великий Ґейсір  — перший коли-небудь описаний у друкованому джерелі гейзер, розташований в Гаукадалурський долині в Ісландії. Саме від його назви походить слово «гейзер», а сама назва — від ісландського слова geysa (хлинути). Потік води з цього гейзера може сягати 70 метрів, хоча загалом виверження води тут є доволі рідкісними. Ґейсір входить до Золотого кільця Ісландії.

## Подібні явища
Інші поствулканічні або термальні явища, пов'язані з джерелами: Грязьовий вулкан, Фумароли, Мофети, Чорні курці, Сольфатари.

## Загальна характеристика
Утворення гейзерів залежить від трьох факторів: джерела води у формі водоносного горизонту, джерела геотепла і принаймні одного резервуара зі звуженням до відповідної водопровідної (ліфтінгової) системи.
Гейзери з постійною тривалістю циклу називають регулярними, з мінливою — нерегулярними. Тривалість окремих стадій циклу вимірюється у хвилинах і в десятках хвилин, стадія спокою триває від декількох хвилин до декількох годин або днів. Вода, що викидається гейзером, відносно чиста, слабко мінералізована (1–2 г/л), містить відносно багато кремнезему, з якого біля виходу каналу і на схилах утворюється гейзерит. Гейзери відомі в Ісландії, Канаді, США, Новій Зеландії, Японії.
Існує ряд гіпотез, що пояснюють явище гейзерів. За однією з них, необхідною умовою існування гейзерів є їх живлення в приповерхневих частинах каналу перегрітими водами з температурою понад 100 °C. При підніманні води вгору по каналу тиск її меншає і вода закипає; при цьому швидко зростає пружність пари, яка, долаючи тиск води в каналі, викидає воду. З початком фонтанування гейзера вся вода в каналі закипає і вивергається за рахунок значного збільшення об'єму пароводяної суміші. Викинута вода, дещо охолоджена, частково патрапляє в чашу гейзера, і проникає в його канал. Більша частина води просочується в канал з бічних порід, нагрівається (а в нижніх частинах каналу перегрівається), і знов відбуваються утворення пари і викид пароводяної суміші. Водяна пара і гаряча вода гейзерів можуть бути використані для опалювання будівель, теплиць і роботи енергетичних установок.

## Поширення
Таким чином, виникнення гейзерів обумовлене поєднанням геологічних і кліматичних умов, які у великих масштабах існують лише в кількох місцях на планеті.
Це шість гейзерних полів великого розміру:
- Єллоустонський національний парк (Вайомінг) (приблизно 300 діючих гейзерів)
- Долина Гейзерів (долина гейзерів), Кроноцький національний біосферний заповідник Камчатка (Росія)
- Північний острів (Нова Зеландія) (51 діючий гейзер)
- Ель-Татіо, Антофагаста (Чилі) (38 діючих гейзерів, всього 46 у Чилі)
- Хейкадалюр (Ісландія) (26 діючих гейзерів по всій Ісландії)
- Острів Умнак (Аляска) (8 діючих гейзерів)

Інші міся розташування гейзерів: У США є окремі гейзери у штатах Невада, Каліфорнія, Орегон і Аляска.
Мають значну кількість гейзерів також: Папуа Нова Гвінея (16 активних гейзерів), Нова Британія (16), Нарагі (1), острови Ліхір і Амбітл (9), острови Дейдей і Ямелеле (12) та Індонезія з 8 активними гейзерами мають значну кількість Суматра, 4 на Яві та ін.
Також є гейзери в Перу (10), КНР (10), Мексиці (9), на островах Фіджі (5), Японії (4), Кенії (4), Ефіопії (2), Болівії (2) і М'янма (1).
Понад 300 діючих гейзерів, близько половини всіх, які існують у світі, знаходяться в Єллоустоунському національному парку. Навпаки, в Ісландії, в «Країні гейзерів», є лише два гейзери, про які варто згадати: Великий Ґейсір і Строккюр. Останній вибухає нерегулярно кожні кілька хвилин, а іноді до трьох разів поспіль. Великий гейзер, який вперше був описаний у письмових джерелах після землетрусу в кінці XIII століття, востаннє вивергався приблизно в 1916 році зі стовпами води заввишки 70-80 метрів. Однак після двох сильних землетрусів у 2000 році, як і раніше після підземних поштовхів із затримкою в кілька місяців, спостерігалося тимчасове збільшення активності з нерегулярними виверженнями, які, однак, не були порівнянними з попередніми висотами і повністю припинилися через кілька років.
До кількості активних гейзерів слід ставитися з обережністю, оскільки гейзери можуть стати неактивними дуже швидко, а в рідкісних випадках неактивні гейзери знову активуються, наприклад, під час землетрусів. Деякі з перерахованих вище гейзерів також знаходяться під загрозою зникнення або стануть неактивними через планове використання геотермальної енергії. З іншого боку, як і у випадку з гейзером Флай (Мексика), неправильне геотермальне буріння може призвести до гейзера, створеного людиною.
До 1980-х років у Неваді були й інші досить великі гейзерні поля: Беоваве та Стімбот-Спрінгс. Однак будівництво геотермальних електростанцій поблизу зменшило наявне тепло, і рівень води впав до такої міри, що гейзери більше не діють.
В Україні відомий Вучківський гейзер — гідрологічна пам'ятка природи місцевого значення в Україні. Розташована на території Міжгірської селищної громади Хустського району Закарпатської області, на північний захід від села Вучкове (урочище «Петровець»).
Гейзер

## Світлини різних гейзерів

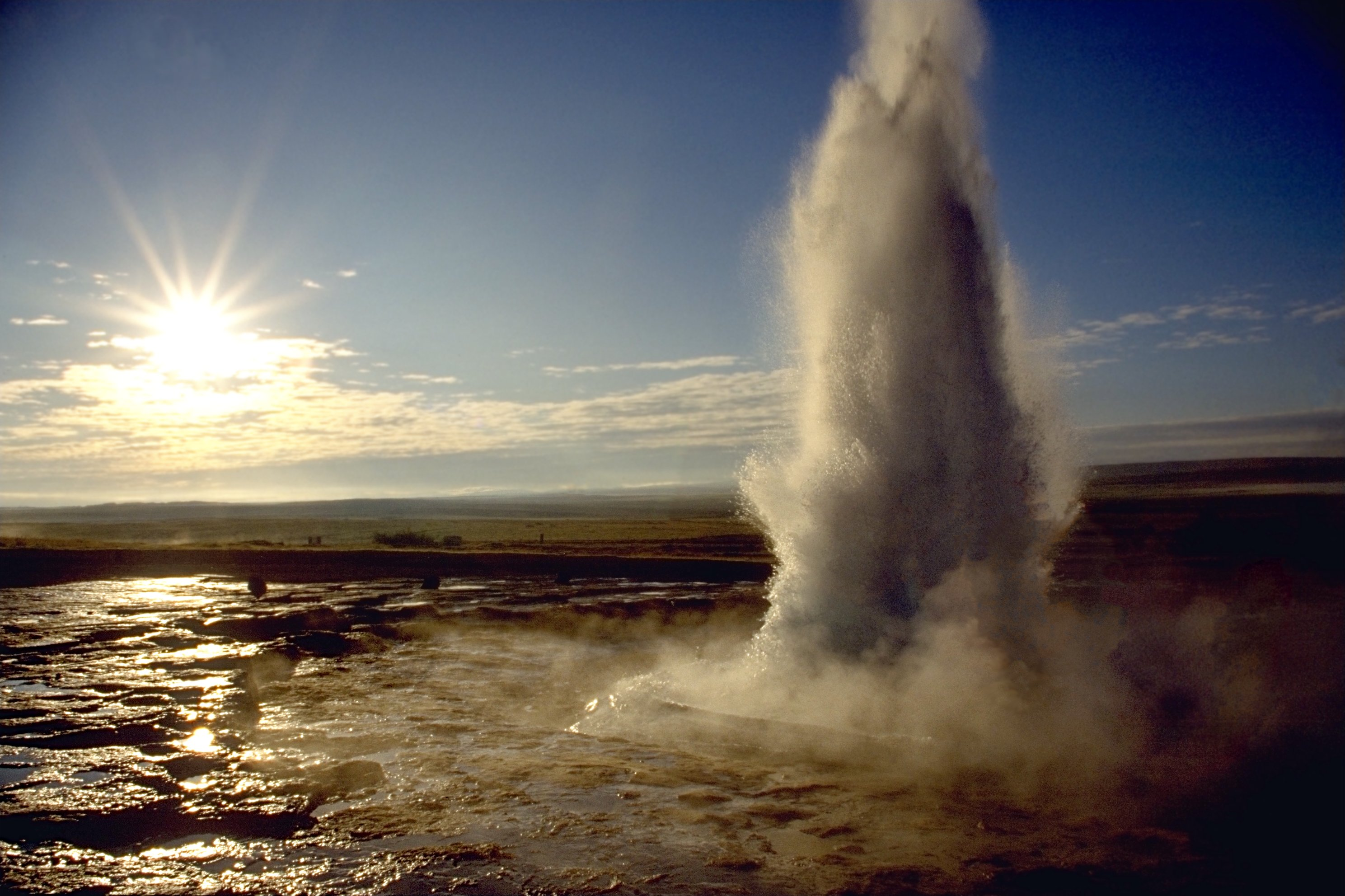
Гейзер Строккюр (ісл. Strokkur), Ісландія
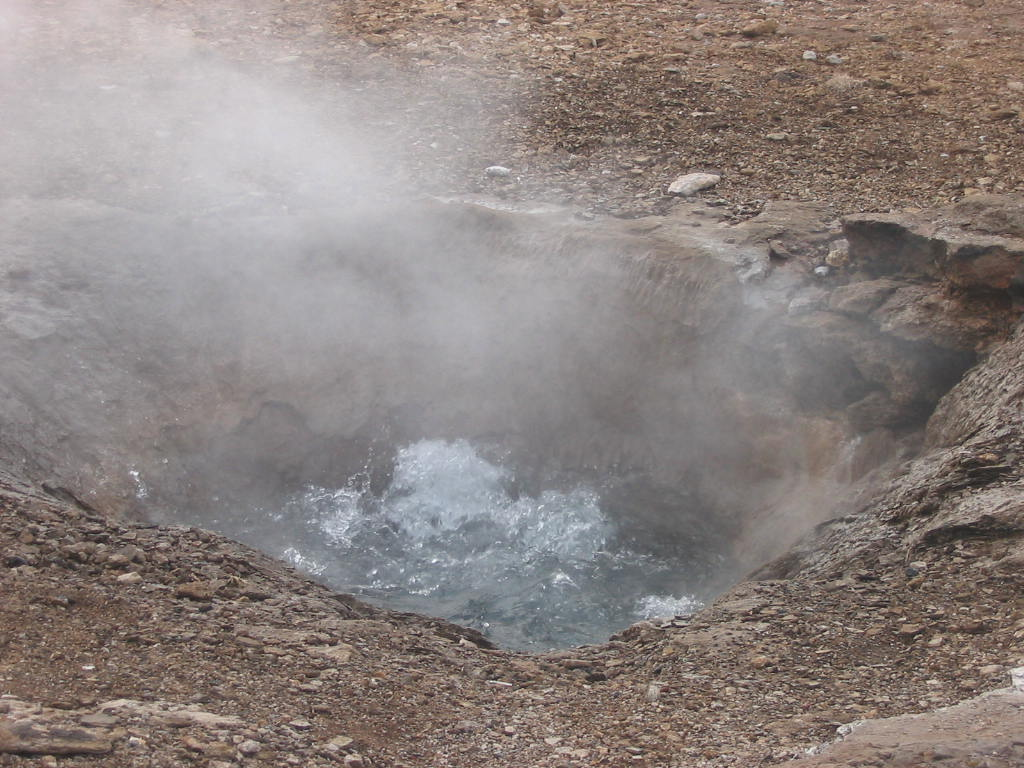
Гейзер Litli-Geysir, Ісландія
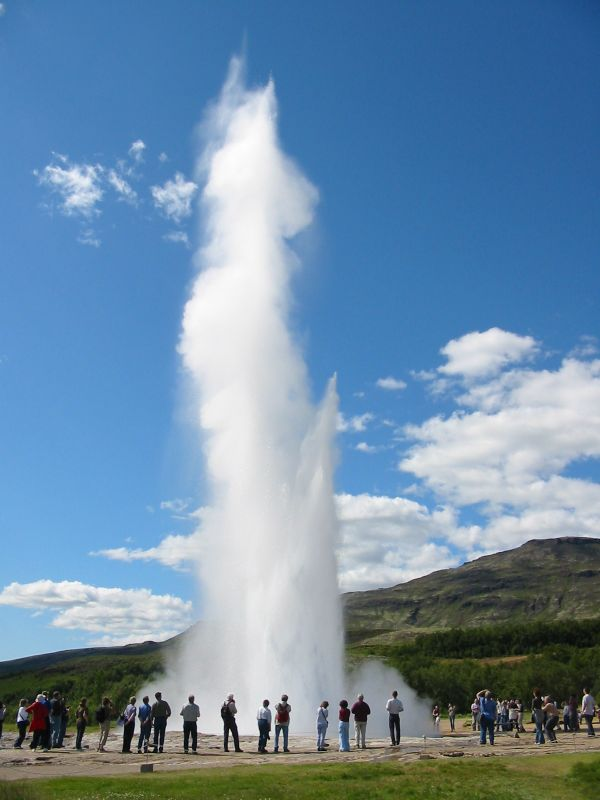
Популярний серед туристів гейзер Строккюр, Ісландія
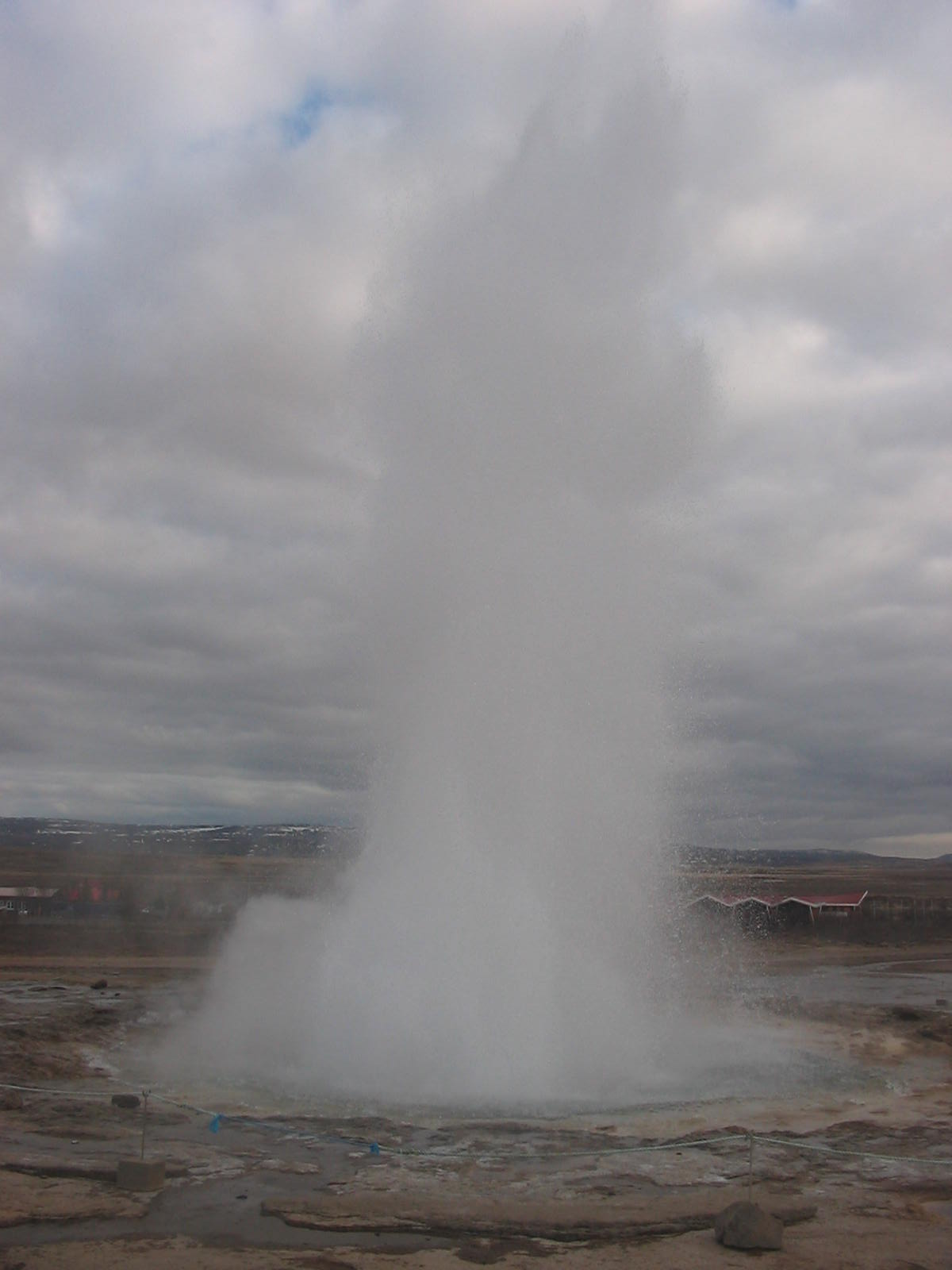
Вибух гейзера Строккюр в долині гейзерів, південна Ісландія
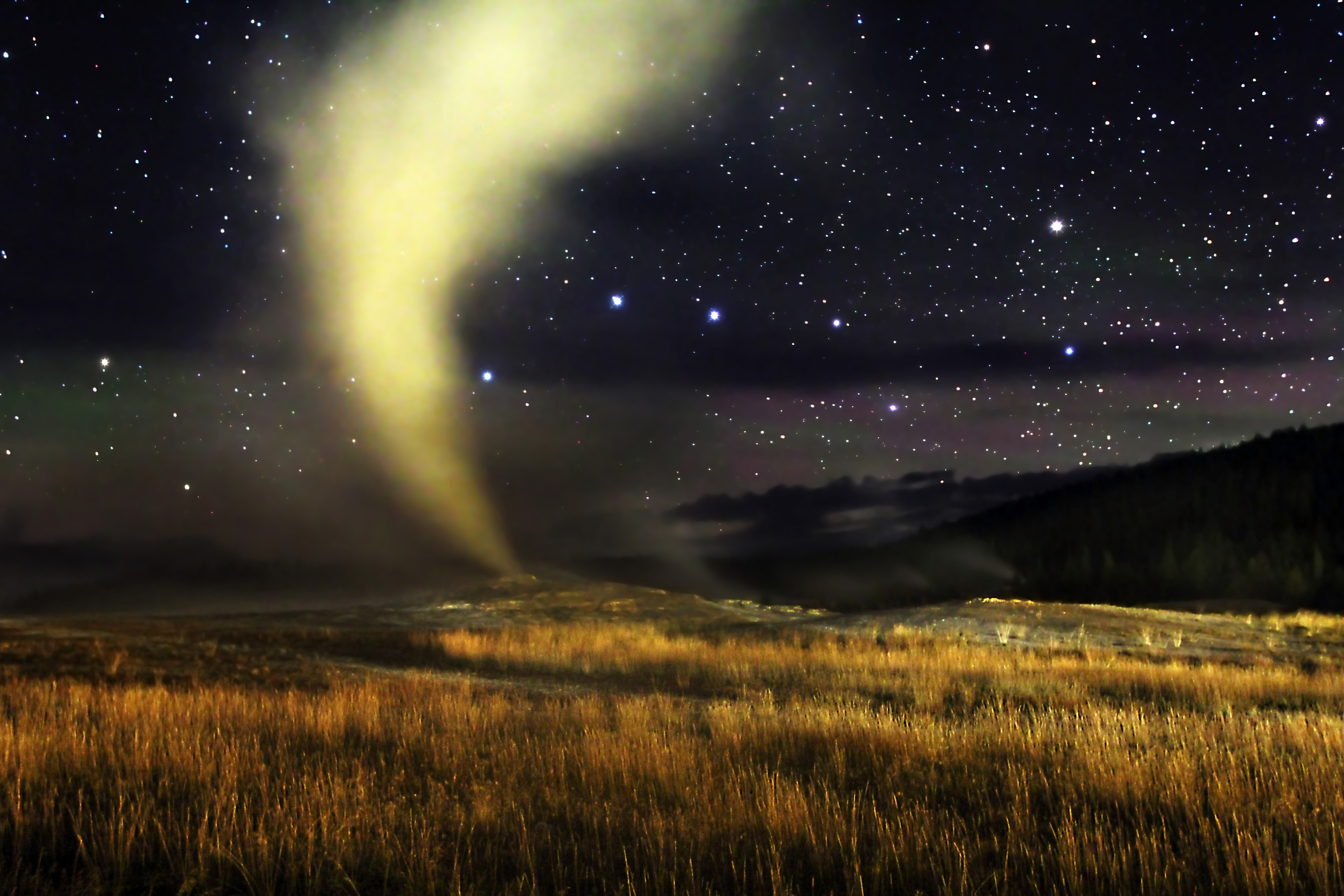
Гейзер Старий Служака в Єллоустонському парку, США